# Matthias Weißert
Matthias Weißert (* 20. November 1932 in Berlin; † 27. Februar 2021 ebenda) war ein deutscher Pädagoge, Theaterautor und Schriftsteller.

## Leben
Matthias Weißert wurde 1932 als Sohn von Ernst und Elisabeth Weißert, geb. Caspari, in Berlin geboren. Die Familie kam 1943 wegen des Bombenkriegs nach Süddeutschland und lebte ab 1946 in Stuttgart. In seinem Buch „Wir waren 13“ hat er das Aufwachsen in einer Familie mit 12 Geschwistern anschaulich geschildert. Er besuchte die Waldorfschule Uhlandshöhe, an der sein Vater, Ernst Weißert, Lehrer war. Dort machte er 1952 Abitur und studierte in Tübingen und Kiel Deutsch und Geschichte. Ab 1956 war er verheiratet mit Ursula Elisabet Stephani; sie hatten vier Kinder und 14 Enkel.
Von seinem Vater erbte er die theatralische, von seiner Mutter die literarische und dramaturgische Begabung.
Schon während seiner Schul- und Studentenzeit widmete er sich dem Theaterspielen und übernahm erste Regieaufgaben. Ab 1958 war er im Schuldienst und daneben am Spielleiterseminar in Kiel tätig. Mehrere Jahre inszenierte er an der Studentenbühne in Kiel und erwarb dort in Zusammenarbeit mit Schauspielern des Kieler Theaters die Grundlagen solider Regiearbeit.
Am Friedrich-Schiller-Gymnasium Preetz (1960–1970) sowie an der Gesamtschule Kierspe (1970–1988) und als Schulleiter in Fröndenberg (1988–1995) baute er jeweils feste Theaterarbeitsgemeinschaften auf. Hier entstanden neue Theaterstücke, die aus der Improvisation, ohne festgeschriebenen Text, gespielt wurden. In den meisten Fällen wurden Märchenstoffe oder literarische Vorlagen umgearbeitet.

### Der Schriftsteller
Nach der Pensionierung kam Matthias Weißert dazu, seine Stücke zur Druckreife zu bringen. Viele von ihnen wurden von anderen Amateur- und Schultheatergruppen nachgespielt. Nun hatte er auch die Zeit, um Hörspiele, Kinder- und Jugendbücher und sein Buch der Erinnerung an die Jugendzeit zu schreiben.
Matthias Weißert starb Ende Februar 2021 im Alter von 88 Jahren in Berlin.

## Werke
Hörspiele
- Lanzelot der Zweite (Radio Bremen, 2000)
- Peter, der Meisterdieb (SRF1, 2002)
- Der falsche Weihnachtsmann (SRF1, 2005)
- d’Nina und ihres Grosi (bearbeitet von Sylvia Jost, SRF1, 2005)
- Elephant Happy B. (bearbeitet von Peter Fischli, SRF1, 2012)

Kinder- und Jugendbücher
- Ritter Lanzelot der Zweite und das sprechende Schwert, München 2004
- Schauspielerleben, Halle 2004
- Das Märchen vom Elefanten, der einen Elch suchte, Münster 2013
- Der gestohlene Ton, Berlin 2015

Autobiographisches
- Matthias Weißert: Wir waren 13. Muschel Verlag, Köln 2012

Theaterstücke (in Auswahl)
- Das Geheimnis des Sterns (Musical)
- Noah (Musical)

beim Deutschen Theaterverlag:
- Der Streik der Dienstmädchen (nach Gudrun Pausewang)
- Omar, mein Knecht (nach einem schwedischen Märchen)
- Die Bannmünze (nach einem beskidischen Märchen)
- Der junge Engländer (nach Wilhelm Hauff)
- Der gestiefelte Kater (nach Perrault)
- Das Wasser des Lebens (nach Grimm)
- Die Bremer Stadtmusikanten (nach Grimm)
- Jolli und der Engel (Weihnachtsspiel)

bei der Theaterbörse:
- Das Gespenst von Canterville (nach Oscar Wilde)
- Reineke Fuchs (nach mittelalterlichen Quellen)
- Wehe dem der zappt
- Der Meisterdieb (nach einem norwegischen Märchen)
- Prinzessin Hochmut (nach Grimm)
- Der Hexenmeister (nach Ludwig Hollberg)
- Bolivar Parafuso (nach Charles Dickens)
- Kalif Storch (nach Wilhelm Hauff)
- Ein Altar für Fröndenberg (nach mittelalterlichen Quellen)